# Narsaarsuk
Narsaarsuk [nɑˈsːɑːsːuk] (nach alter Rechtschreibung Narssârssuk; Inuktun Narraarruk [nɑˈχːɑːχːu(k)]) ist eine wüst gefallene grönländische Siedlung im Distrikt Qaanaaq in der Avannaata Kommunia.

## Lage
Narsaarsuk befindet sich am Südufer des Bylot Sund an der Mündung des Narsaarsuup Kuua. 18 km nordöstlich befindet sich die Thule Air Base. Der nächstgelegene heute noch bewohnte zivile Ort ist Qaanaaq 113 km nördlich.

## Geschichte
Narsaarsuk war irgendwann im 19. Jahrhundert einmal bewohnt. Der Wohnplatz gehörte zur Gruppe der Akunnaarmiut. 1918 existierte Narsaarsuk schon lange nicht mehr.
1968 stürzte eine mit B28-Atombomben bestückte Boeing B-52 nördlich von Narsaarsuk in den Bylot Sund (siehe Absturz einer B-52 nahe der Thule Air Base 1968). Die Gegend wurde dabei radioaktiv mit Plutonium verseucht.
1987 wurde ein Warenlager in Narsaarsuk errichtet, weil rund zehn Familien im Winter dort lebten und jagten.